# Louis Clerc-Leuba
Louis Clerc-Leuba (* 1816; † 21. April 1898) war ein Schweizer Politiker der Radikalen, der unter anderem zwischen 1875 und 1876 Präsident des Staatsrates des Kantons Neuenburg war.

## Leben
Louis Clerc-Leuba wurde am 28. Juni 1856 erstmals Mitglied des Staatsrates des Kantons Neuenburg, der Regierung dieses Kantons, und gehörte dieser bis zum 1. Juni 1865 an. Er war zwischen dem 5. Juni 1868 und dem 29. Mai 1883 abermals Mitglied des Staatsrates. Während seiner Mitgliedschaft im Staatsrat wurde er 1875 als Nachfolger von Auguste Cornaz Präsident und damit Vorsteher der Kantonsregierung. Er bekleidete dieses Amt bis 1876 und wurde daraufhin von Jules Philippin abgelöst.